# Каатинга попеляста
Каати́нга попеляста (Herpsilochmus roraimae) — вид горобцеподібних птахів родини сорокушових (Thamnophilidae). Мешкає у Венесуелі, Гаяні та Бразилії.

## Опис
Довжина птаха становить 12,5 см. Це один з найбільших представників свого роду. Тім'я самця чорне, над очима білі «брови». Верхня частина тіла сіра, поцяткована чорними смужками, крила і хвіст чорні. Кінчики покривних і рульових пер білі. Нижня частина тіла білувата. У самиці тім'я чорне, поцятковане білими плямками, груди жовтувато-коричневі.

## Підвиди
Виділяють два підвиди:
- H. r. kathleenae Phelps Jr & Dickerman, 1980 — тепуї південно-західної Венесуели (захід і південь Болівару, Амасонас і прилеглих районів Бразилії (крайній північ штату Амазонас);
- H. r. roraimae Hellmayr, 1903 — тепуї південно-східної Венесуели (Болівар на схід від річки Кароні), прилеглих районів Бразилії (крайня північ Рорайми) і західної Гаяни.

## Поширення й екологія
Попелясті каатинги живуть у кронах і середньому ярусі вологих гірських тропічних лісів на висоті від 700 до 2000 м над рівнем моря.